# Yoichi Nagano
Pour les articles homonymes, voir Nagano (homonymie).
Yoichi Nagano (長野 陽一) est né à Fukuoka, au Japon, en 1968. Il est diplômé de la Tama Art University.
En 1998, il a commencé sa carrière comme photographe. Sa première série "To the Lighthouse" (Traduire par "au phare"), met en scène des adolescents vivant dans les îles d'Okinawa et Amamiwas, elle a été publiée en 2001 par Joho Center Publishing. En 2004, son deuxième recueil "Sima-jima" capture la beauté des îles au Japon.Il a participé à l'exposition "pourquoi vous n'êtes pas seuls" au Musée national des sciences émergentes et de l'Innovation, Tokyo. Parallèlement à l'exposition, son dernier album "pourquoi vous n'êtes pas seuls" a été publié avec le National Museum of Emerging Science et innovation.
Il est représenté par la galerie Foil

## Expositions
- 2004	"Sima-jima" Little More Gallery, Tokyo
- 2002 "To the Lighthouse" Athens Shinsaibashi, Osaka / Aoyama Book Center, Tokyo / Konica Plaza Sapporo, Sapporo / FM Fukuoka GAYA, Fukuoka

## Publications
- 2005 "why you are not alone" (National Museum of Emerging Science and Innovation)
- 2004 "Sima-jima" (Little More)
- 2003 "To the Lighthouse" (Joho Center Publishing)